# Gołąbek słoneczny

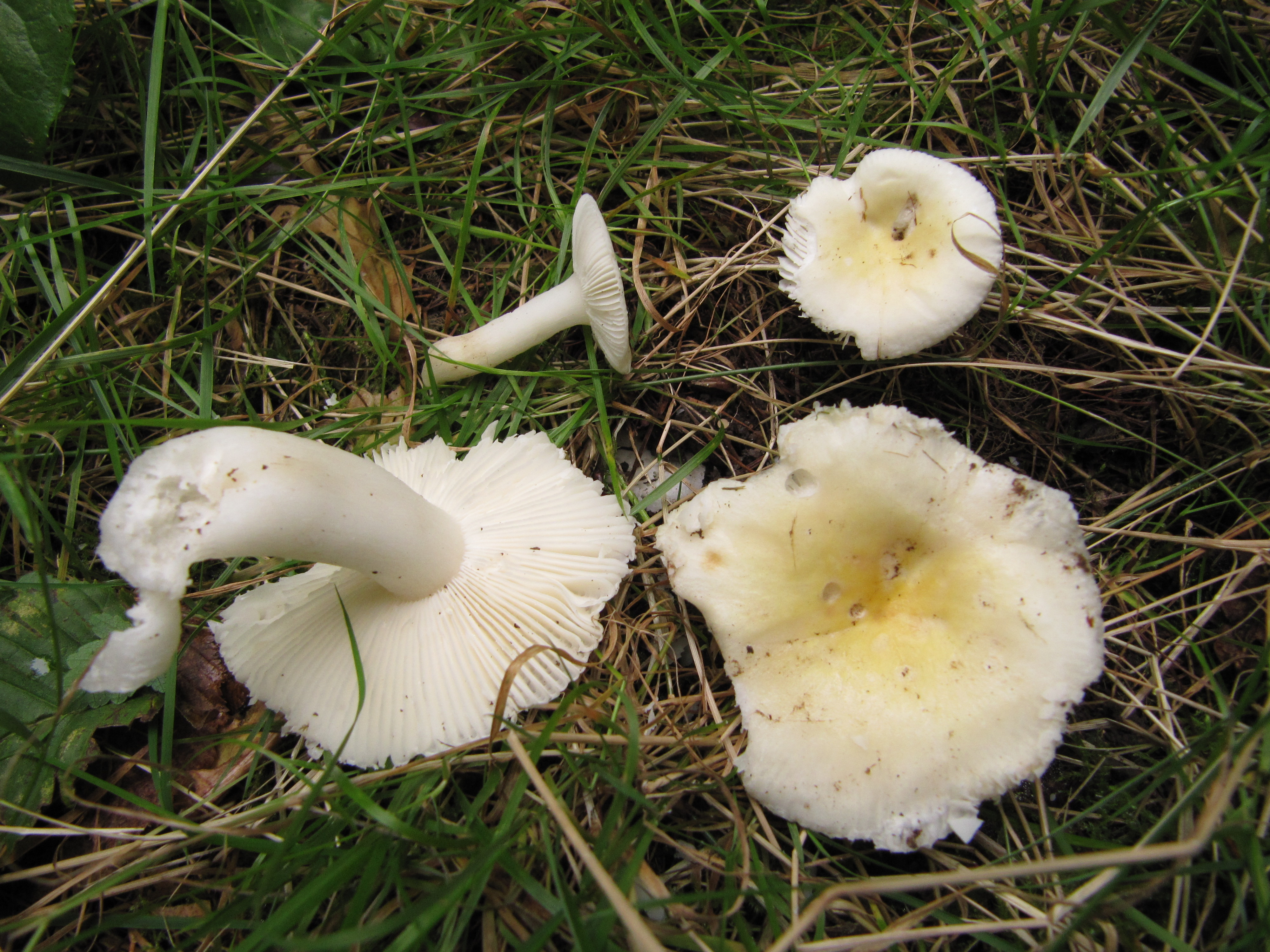

Gołąbek słoneczny (Russula solaris Ferd. & Winge) – gatunek grzybów należący do rodziny gołąbkowatych (Russulaceae).

## Systematyka i nazewnictwo
Pozycja w klasyfikacji według Index Fungorum: Russula, Russulaceae, Russulales, Incertae sedis, Agaricomycetes, Agaricomycotina, Basidiomycota, Fungi.
Po raz pierwszy opisali go w 1924 r. Carl Ferdinandsen i Øjvind Winge i nadana przez nich nazwa jest aktualna. Polską nazwę podała Alina Skirgiełło w 1991 r.

## Morfologia
Kapelusz
Średnica 2,5–7,5 cm, najpierw wypukło-półkulisty, potem wypukły, szybko rozpłaszczający się i najczęściej szeroko i głęboko wgłębiony w środku, cienki, początkowo dość twardy, następnie kruchy. Brzeg początkowo trochę ostry, ale szybko tępy, często trochę wygięty, u starszych okazów mniej lub bardziej bruzdowany. Powierzchnia żółta, jasno złotożółta, chromowożółta, czasami na środku pomarańczowa, pomarańczowoochrowa lub pomarańczowożółta, czasem z czerwonymi lub miedzianymi tonami, na przykład miedzianoochrowa lub łososiowojasnoochrowa. Skórka daje się odedrzeć do 2.3 średnicy kapelusza, w stanie wilgotnym jest lepka i błyszcząca.
Trzon
Wysokość 3,5–6,5 cm, grubość 0,5–1,5 cm, czasami prawie cylindryczny, ale najczęściej pogrubiony u góry i u dołu (rozszerzony pod blaszkami i maczugowaty u nasady), początkowo pełny i dość mocny, potem szybko miękki i watowaty, w końcu prawie pusty. Powierzchnia czysto biała, lekko opalizująca (brązowawosłomkowa), delikatnie oprószona i lekko pomarszczona.
Blaszki
Początkowo dość gęste, ale później rzadsze, na ogół nie rozwidlone lub bardzo słabo, lekko rozwarte, kruche, o szerokości 3–9 mm, początkowo białe, następnie kremowe z refleksami w kolorze bladoochrowym. Pomiędzy blaszkami często występują zmarszczki. Ostrza równe, tej samej barwy.
Miąższ
Dość kruchy, na końcu miękki i jasny (przypominający mokrą bawełnę), biały. Ma przyjemny owocowy zapach, u młodych okazów silny, ale stare okazy pachną marynowanymi korniszonami lub musztardową. Smak ostry. Z gwajakolem reaguje, ale reakcja zawsze jest natychmiastowa.
Wysyp zarodników
Od kremowego do jasnoochrowego.
Cechy mikroskopowe
Podstawki dość krótkie, 28–45 × 8,5–12 µm. Bazydiospory 6,5–8,2–(9) µm, pokryte dość licznymi, stożkowymi brodawkami o wysokości do 1 µm, niektóre lekko amyloidalne. Wyrostek wnęki 1,37 × 1,12–1,25 µm, Łysinka nieregularna, czasem kanciasta, np. 2,5 × 2 µm, wyraźnie amyloidalna. Cystydy wrzecionowate lub w kształcie cygara, 42–85 × 6,5–12 µm, czasami z wyrostkami, w sulfowanilinie szarzejące. Skórka zbudowana ze smukłych strzępek, pod skórką liczne i obszerne przewody mleczne, w epikutisie bardzo smukłe, lekko wygięte, cylindryczne włoski, rozwarte lub lekko i bardzo stopniowo zwężone od dołu do góry, o szerokości 2,5–4 µm. Towarzyszą im mniej lub bardziej typowe dermatocystydy, często cylindryczne, tępe, septowane, rzadko z małymi, bocznymi uchyłkami. U starych okazów występuje wewnątrzkomórkowy barwnik, kondensujący w złocistożółte masy, wokół których można dostrzec mniej lub bardziej wyraźnie kilka ziarenek.
Gatunki podobne
Morfologicznie bardzo podobny jest gołąbek białocytrynowy (Russula raoultii). Odróżnia się białym wysypem zarodników i zarodnikami brodawkowato-siateczkowatymi.

## Występowanie i siedlisko
Występuje w Europie, Azji i Afryce. W Polsce W. Wojewoda w 2003 r. przytoczył 7 stanowisk, w późniejszych latach podano następne. Aktualne stanowiska podaje także internetowy atlas grzybów. Znajduje się w nim na liście gatunków zagrożonych i wartych objęcia ochroną.
Naziemny grzyb mykoryzowy. Występuje w starych lasach pod bukami